# Hugo Klajn
Hugo Klajn (Vukovar, 30. rujna 1894. – Beograd, 2. prosinca 1981.), srpski liječnik i redatelj židovskog podrijetla.

## Životopis
Hugo Klajn je rođen u Vukovaru 30. rujna 1894. u židovskoj obitelji koja je generacijama živjela u Hrvatskoj. Osnovnu i srednju školu završio je u Vukovaru. Studirao je medicinu u Beču slušajući predavanja Sigmunda Freuda. Diplomirao je 1919. godine. Nakon diplome preselio se je u Beograd, gdje se oženio Stanom Đurić. Između dva svjetska rata Klajn je radio kao liječnik u Beogradu, te prevodi i piše tekstove iz područja psihoanalize. Klajn je dao poseban doprinos proučavanju ratnih anksioznih poremećaja svojom studijom "Ratna neuroza Jugoslavena" iz 1945. godine.
Nakon Drugog svjetskog rata, 1945. godine, postaje stalni redatelj "Narodnog kazališta u Beogradu". Režirao je niz kazališnih predstava u narodnim kazalištima Sarajeva, Niša, Skoplja, Mostara, Banje Luke i Splita. 1959. godine režirao je TV dramu "Dnevnik Anne Frank". Od 1949. bavi se pedagoškim radom na "Fakultetu dramskih umjetnosti u Beogradu" kao profesor kazališne režije, a od 1949. do 1952. godine predaje psihologiju. Svojom dvadesetogodišnjom praksom redatelja-analitičara, koju je prenosio na svoje učenike i pretočio u svoje djelo „Osnovni problemi režije“, dr. Hugo Klajn je utro put mnogim generacijama koje i danas prate njegove radove. Tako da danas kada se govori o sistemu glume i režije, po kome se rukovode umjetničke škole u svijetu, govori se o "Stanislavski sistemu" i "Osnovnom problemu režije Klajn", a koji zajedno čine osnovu za obrazovanje novih generacija umjetnika poznatom pod imenom "Sistem Klajn-Stanislavski".
U braku sa suprugom Stanom Đurić imao je sina Ivana Klajna, akademika i jezikoslovca.

## Knjige
- "Nervi sistem" (1933.)
- "Abnormalnosti normalnih. Tri predavanja iz primenjene psihopatologije" (1936.)
- "Život dvočasovni: pozorišne kritike" (1957.)
- "Osamnaesti brimer Luja Bonaparte" (1960.)
- "Šekspir i čoveštvo" (1964.)
- "Uvod u psihoanalizu" (1964.)
- "Pojave i problemi savremenog pozorišta" (1969.)
- "Odabrana dela Sigmunda Frojda" (1973.)
- "Psihopatologija svakodnevnog života" (1981.)
- "Režija u amaterskom teatru: priručnik za amatere reditelje" (1992.)
- "Ratna neuroza Jugoslavena" (1995.)
- "Kir Janja" (1998.)

## Vanjske poveznice
- Hugo Klajn u internetskoj bazi filmova IMDb-u (engl.)